# USS Baltimore (1798)
Pour les autres navires du même nom, voir USS Baltimore.
L’USS Baltimore est un sloop marchand construit à Baltimore en 1795 sous le nom d'Adriana. Le 3 mai 1798, il est racheté par l'US Navy grâce au Naval Act of 1798, et renommé Baltimore en l'honneur des habitants de cette ville, qui avaient lancé la souscription.

## Histoire
Fin août 1798, l'USS Baltimore rejoint l'USS Constellation à Hampton Roads. Les deux navires font alors route vers Cuba, en prévision de la quasi-guerre qui couve avec la France. Les deux navires escortent de nombreux marchands, jusqu'en octobre. Le Baltimore regagne alors Charleston, qu'il quitte avec l'USS Constitution afin d'escorter un convoi de navires marchands vers La Havane. Durant le voyage, la Constitution rompt son beaupré et doit retourner réparer à Boston. Le Baltimore continue donc seul son escorte.
Ainsi, durant les deux ans de la guerre, le Baltimore alterne entre escorte de navires marchands, et capture de lettres de marque françaises. En novembre 1800, après de nombreuses campagnes, il retourne à Baltimore où il est désarmé avant d'être vendu l'année suivante.

## Source
(en)  Cet article contient du texte publié par le Dictionary of American Naval Fighting Ships dont le contenu se trouve dans le domaine public. La référence peut être lue ici.